# Polaris Industries

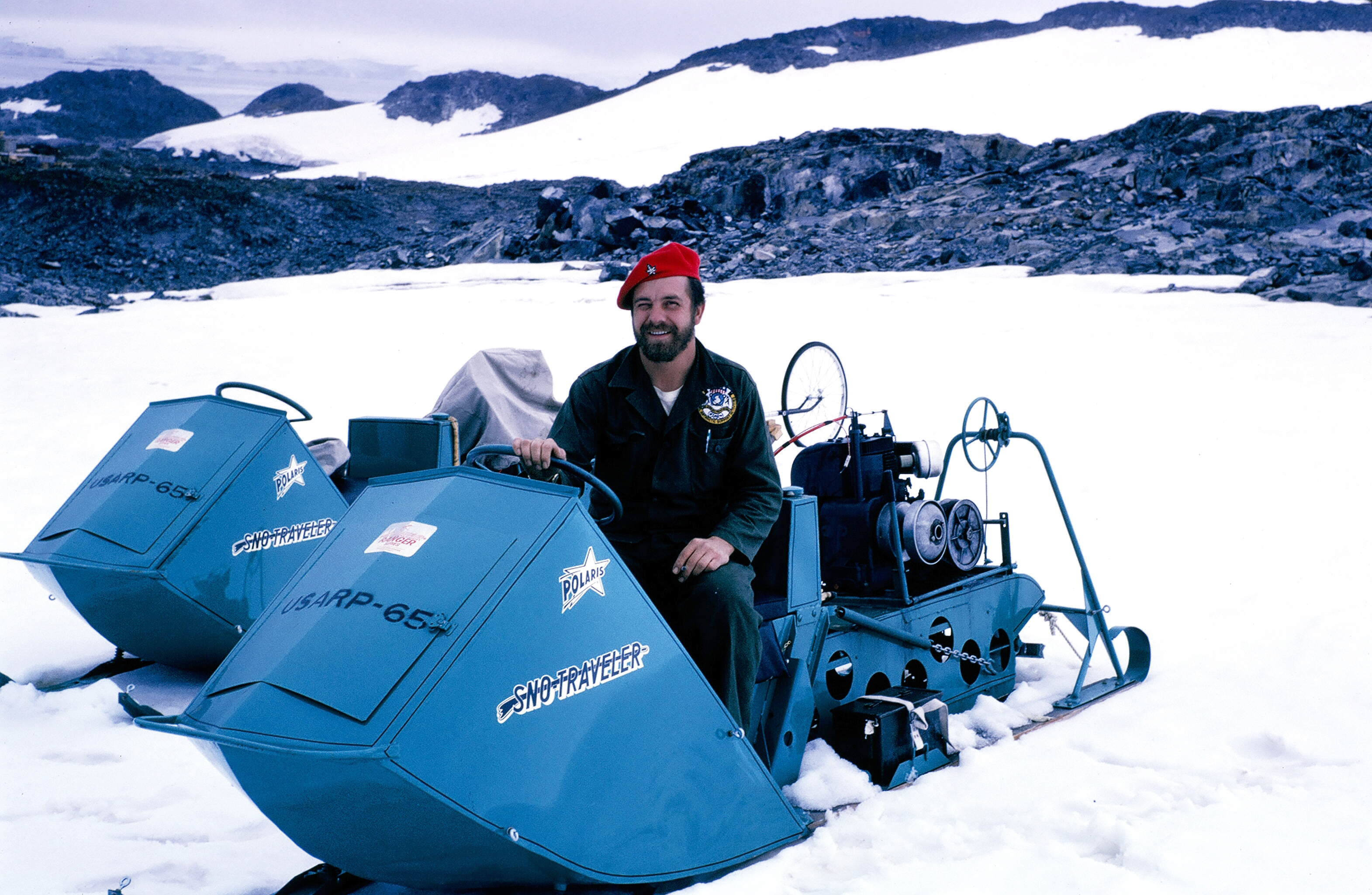
Polaris Sno Traveler (1965)

Polaris Industries är ett amerikanskt företag grundat 1954 som bland annat tillverkar snöskotrar och fyrhjulingar. 
Märket började tillverka fyrhjulingar 1984 och är en av världens ledande tillverkare. I dag fortsätter företaget att tillverka modeller som passar många olika behov, till exempel Sportsman-modellerna för fritids- och nyttoanvändning.